# Tašmišu

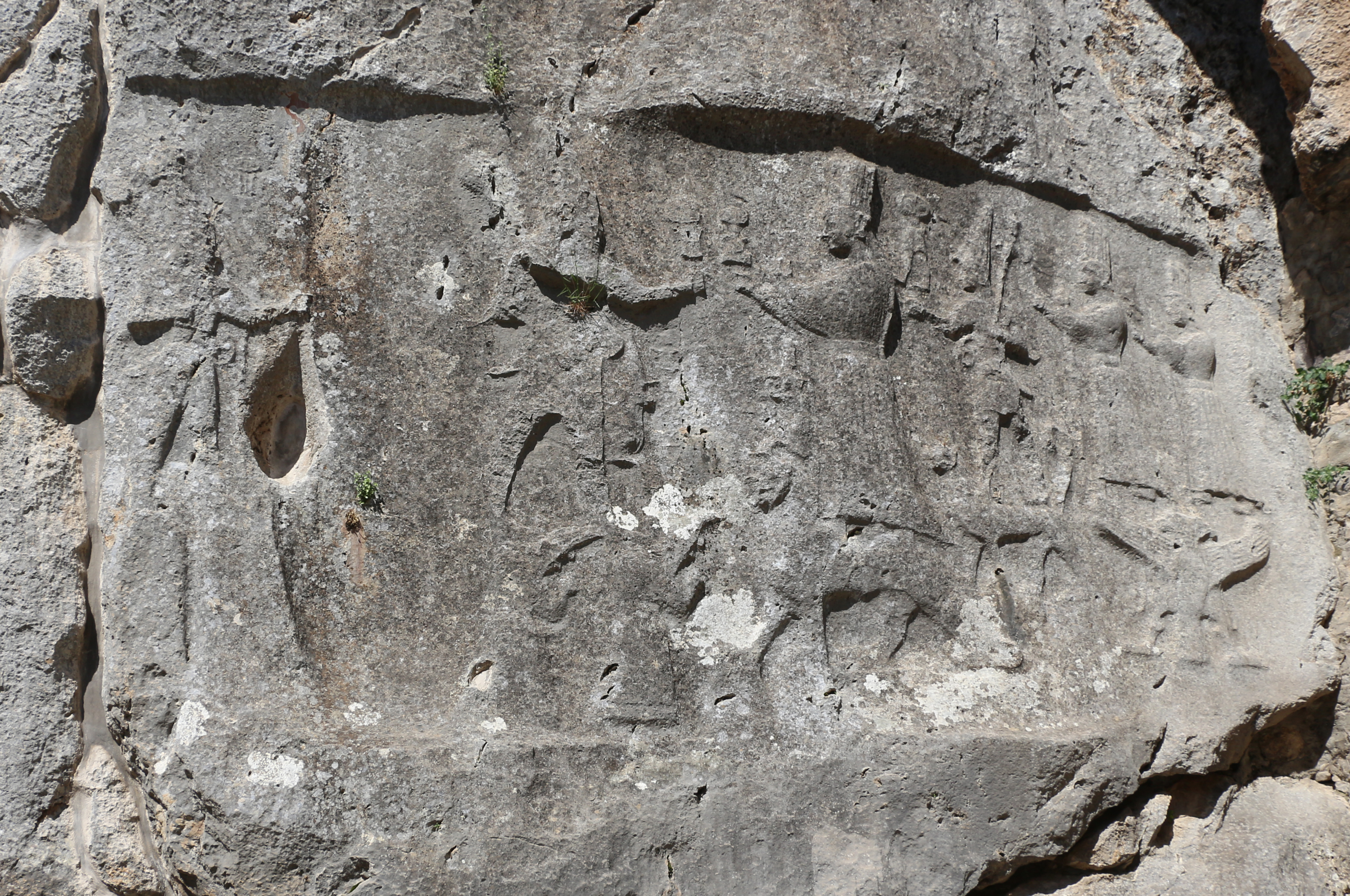
Darstellung des Gottes Tašmišu (links außen) im hethitischen Felsheiligtum von Yazılıkaya. Direkt recht von Tašmišu steht sein Bruder Teššub samt Familie (Gattin Ḫebat, Sohn Šarruma, Tochter Allanzu und Enkelin(?) Kunzišalli).

Tašmišu ist ein hurritischer Gott. Er ist ein Gott des Sturmes, der Epidemien und des Krieges.
Im hurritischen Sukzessionsmythos stürzt der Gott Kumarbi den Götterkönig Anu und beißt ihm dabei die Genitalien ab. Dadurch schwängert sich Kumarbi ungewollt mit den Göttern Teššub, Tašmišu und Aranzaḫ. Daher ist Tašmišu der Zwillingsbruder des Wettergottes Teššub, der zudem als dessen ständiger Begleiter auftritt. Teššub stürzt seinen Vater Kumarbi und steigt selbst zum Götterkönig auf. So kann Tašmišu auch der Wesir des Teššub sein. Allerdings gilt auch der Gott Tenu als Wesir des Teššub. Tašmišu gehört dem Kreis der Gottheiten an, die in den kaluti-Listen gemeinsam mit dem obersten Gott Teššub beopfert werden und steht in den kaluti-Listen an erster Stelle nach Teššub und seinen zahlreichen Manifestationen.
Tašmišus Partnerin ist die Göttin Nabarbi, die in Taide am oberen Ḫabur verehrt wurde. Nabarbi gehört dem Kreis der Gottheiten an, die in den kaluti-Listen gemeinsam mit der Göttin Ḫebat, der Gattin von Teššub beopfert werden.
Im Zuge der hethitischen Praxis der Gleichsetzung hethitischer Gottheiten mit hurritischen Gottheiten wurden Tašmišu und der hethitische Gott Šuwaliyat miteinander gleichgesetzt. Als Šuwaliyat war Tašmišu Teil des Staatspantheons der hethitischen Großreichszeit und wurde auch mit beim AN.TAḪ.ŠUM-Fest verehrt. Tašmišu ist vermutlich auch im hethitischen Felsheiligtum von Yazılıkaya dargestellt. Ebenso findet sich seine Partnerin Nabarbi in Yazılıkaya. Während Tašmišu in der Reihe der Götter dargestellt ist, befindet sich Nabarbi in der Reihe der Göttinnen.